# St. Antonius Eremita (Rohr)

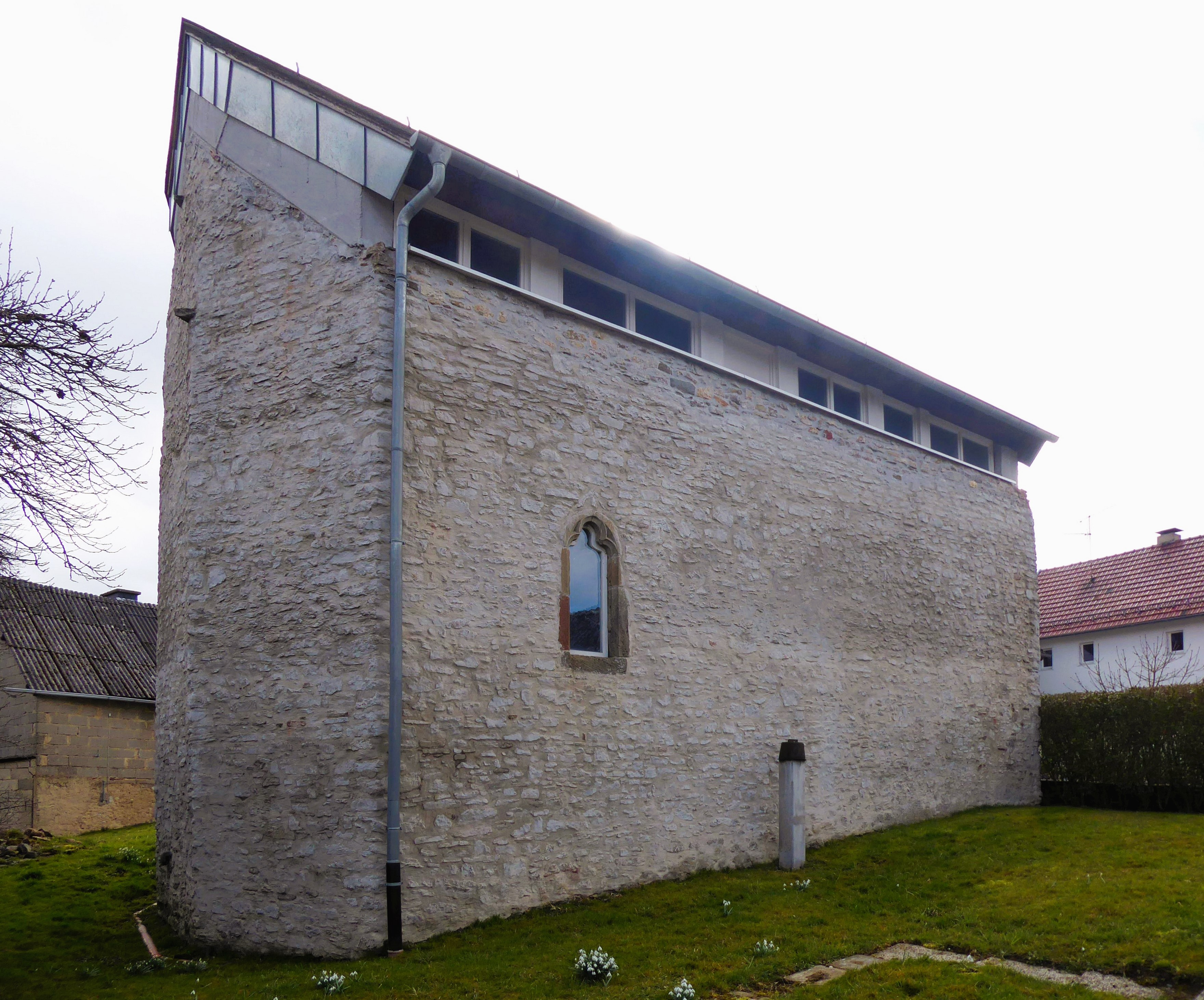
Die ehemalige Kapelle St. Antonius Eremita

St. Antonius Eremita ist eine profanierte römisch-katholische Kapelle im Blankenheimer Ortsteil Rohr im Kreis Euskirchen in Nordrhein-Westfalen.
Die Kapelle war dem heiligen Antonius dem Großen gewidmet und ist als Baudenkmal unter Nummer 137 in die Liste der Baudenkmäler in Blankenheim (Ahr) eingetragen. 

## Geschichte
Die spätgotische Kapelle wurde 1542 errichtet und 1580 erwähnt. Im Jahr 1737 wurde sie als Wendelinuskapelle bezeichnet. Dieses Patrozinium wurde 1864 auf die neue Rohrer Pfarrkirche St. Wendelin übertragen und die Kapelle zur Hälfte niedergelegt und danach als Lagerraum genutzt. 
Der Kapellenrest ist 4,80 m breit und verjüngt sich nach Osten. Der Bau ist mit dem dreiseitig geschlossenen Chor 10,50 m lang. In der Nordwand hat sich ein gotisches spitzbogiges Dreipassfenster erhalten. Der Bau dient als Wohngebäude.